# Ричард Кенет Гај
Ричард Кенет Гај (Нанитон, 30. септембар 1916 — Калгари, 9. март 2020) био је британски математичар. Био је професор на Одељењу за математикa на Универзитет у Калгарију. Познат је по свом раду на теорији бројева, геометрији, рекреативној математици, комбинаторици и теорији графова. Најпознатији је као коаутор књиге „Како да победите у математичким играма” (са Џоном Конвејом и Елвином Берлекампом) и аутор књиге  „Нерешени проблеми у теорији бројева”. Објавио је више од 300 научних радова. Гај је предложио помало ироничан „Строг закон малих бројева", према којем нема довољно малих целих бројева за многе задатке који су им додељени чиме објашњава многе подударности и обрасце који су пронађени у бројним културама.  За овај рад добио је МАА награду Лестер Р. Форд .

## Биографија

### Детињство и младост
Гај је рођен 30. септембра 1916. у Нанитону, Ворикширу у Енглеској од мајке Адлине Огасте Танер и оца Виљема Александра Чарлса Гаја. Оба родитеља су му била учитељи и у својој каријери обоје су били школски управници. Похађао је Школу за дечаке у Ворику, трећу најстарију школу у Британији, али није био одушевљен оним што је у школи учио. Био је добар спортиста и изврстан математичар. Са 17 година је прочитао Диксонову  „Историју теорије бројева”. Изјавио је да је ово дело боље од свих Шекспирових дела заједно и да је управо то дело учврстило његово интересовање за математику за цео живот.
Пошто је добио неколико стипендија, Гај је 1935. уписао колеџ у Кембриџу. Да би добио најважније од ових стипендија, морао је да отпутује у Кембриџ и два дана полаже испите. Његово интересовање за игре почело је док је био у Кембриџу, где је постао страствени креатор шаховских проблема.  Дипломирао је 1938. године са дипломом друге класе. Касније је изјавио да је његов неуспех да добије диплому прве класе можда био последица његове опседнутости шахом.  Иако су му се родитељи снажно противили, Гај је одлучио да постане учитељ и добије диплому учитеља на Универзитету у Бирмингему. Своју будућу супругу Ненси Луиз Тириан упознао је преко њеног брата Мајкла, који је био стипендиста на на истом колеђжу. Луиза и он су делили љубав према планинарењу и плесу. Венчали су се у децембру 1940.

### Ратне године
Новембра 1942, добио је војни позив у Метеоролошкој служби Краљевског ратног ваздухопловства, у чину ваздухопловног поручника. Премештен је у Рејкјавик, а касније на Бермуде као метеоролог. Тражио је дозволу да му се Луиза придружи, али су га одбили. Док је био на Исланду, путовао је по глечерима, скијао, планинарио и тако започео нову велику љубавну авантуру – овог пута са снегом и ледом.  Када се вратио у Енглеску, наставио је да ради као учитељ у гимназији у Стокпорту, али се задржао само две године. 1947. се породица преселила у Лондон, где је добио посао као предавач математике на Голдсмит Колеџу.

### Старије доба и смрт
1951. преселио се у Сингапур, где је предавао на Универзитету у Малаји до 1962. године. Затим је провео неколико година на Индијском технолошком институту у Индији. Док су били у Индији, он и Луиза су ишли на планинарење у подножју Хималаја.  Гај се преселио у Канаду 1965. године, где је на Универзитету у Калгарију у Алберти стекао звање професора.   Иако се званично пензионисао 1982. године, наставио је да иде у канцеларију на посао пет дана у недељи, чак и кад је имао више од 100 година.  Предавао је заједно са Џорџом Томасом и Џоном Селфриџом у Канадско-америчком математичком кампу у првим годинама његовог постојања. 
Универзитет у Калгарију му је 1991. доделио почасни докторат. Гај је изјавио да су докторат дали јер их је било срамота, мада је универзитет сматрао да су његови огромни истраживачки напори и плодоносни радови из области теорије бројева и комбинаторике много допринели основама теорије игара и њеној широкој примени у многим облицима људске активности. " Гај и и његова супруга Луиза (која је умрла 2010. године) остали су веома предани планинарењу и екологији чак и у својим каснијим годинама. Године 2014. донирао је 100.000 долара Планинарском клубу Канаде за обуку водича аматера.  Заузврат, Планинарски клуб им је одао почаст изградњом планинског дома који су назвали по њима. У близини базе Монт дес Поилус.  Имали су троје деце, међу којима је рачунарски научник и математичар Мајкл Ј. Т. Гај. Гај је умро 9. марта 2020. у 103. години. 

## Математика
Док је предавао у Сингапуру, Гај је 1960. године упознао мађарског математичара Пола Ердоса. Ердос је био познат по томе што је постављао и решавао тешке математичке проблеме и неколико њих је поделио са Гајем.  Гај се касније присећао „Постигао сам одређени напредак у сваком од њих. То ме је охрабрило и почео сам себе да сматрам неком врстом математичара истраживача, што раније нисам чинио.” Касније је написао четири научна рада са Ердосом,  и решио један од Ердосових проблема.  Гаја су заинтригирали нерешени проблеми и написао је две књиге посвећене њима. . Многи теоретичари бројева су започели своје каријере покушавајући да реше проблеме из Гајеве књиге „Нерешени проблеми у теорији бројева.” 
Гај је себе описивао као математичара-аматера,  иако су стручњаци његов рад веома поштовали. . У каријери која је трајала осам деценија, написао је сам или у коауторству преко десет књига и сарађивао са неким од најважнијих математичара двадесетог века.  Пол Ердос, Џон Х. Конвеј, Доналд Кнут и Мартин Гарднер су били међу његовим сарадницима, као и Елвин Берлекамп, Џон Л. Селфриџ, Кенет Фалконер, Френк Харари, Ли Селоу, Џералд Рингел, Бела Боллобас, Брус Саган, и Нил Слоане. Током своје каријере Гај је објавио више од 100 научних радова из математике, укључујући четири рада са Ердосом. Ови радови су имали Ердосов број 1. .
Гај је био утицајан на пољу рекреативне математике. Сарађивао је са Берлекампом и Конвејом у две свеске „Победничких путева”, које је Мартин Гарднер  1998 описао као „највећи допринос рекреативној математици у овом веку".  Гаја су накратко сматрали заменом за Гарднера када се он повукао из колумне Математичке игре у часопису Сиентифик Американ. Гај је спровео опсежно истраживање Конвејове Игре живота, а 1970. године је открио играчки глисер. Око 1968. године, Гај је открио моностатичан политоп са 19 лица; до 2012. није пронађен ниједан такав конструкт са мање лица. До 2016. године, Гај је био активан у објављивању научних радова из математике. Како би обележили његов стоти рођендан, пријатељи и колеге организовали су прославу у његову част, а Гатхеринг 4 Гарднер је објавио песму и спот у његову част. 
Гај је био један од првих директора фондације Намбер Теори и активно је учествовао у подржавању њихових напора да „више од двадесет година негују дух сарадње и добре воље међу члановима породице теоретичара бројева". 

## Шаховски проблеми
Од 1947. то 1951. Гај је био уредник шаховских студија за Британски шаховси магазин. Познат је по скоро 200 шаховских студија. Заједно са Хјуом Бландфордом и Џоном Ројкрофтом изумео је ГБР код (Гај–Бландфорд–Ројкрофтов код), систем представљања позиције шаховских фигура на шаховској табли. Публикације као што је ЕГ користе овај систем за класификацију врста завршнице шаховске партије и индексирање шаховских студија.